# Dorcadion janatai
Dorcadion janatai là một loài bọ cánh cứng trong họ Cerambycidae.